# Els contes de Canterbury

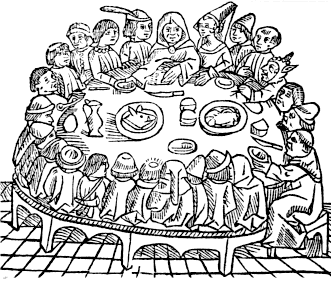
Gravat dels Contes de Canterbury (1484)

Els contes de Canterbury (títol original en anglès: The Canterbury Tales) és una obra de l'escriptor anglès Geoffrey Chaucer, que presenta una estructura semblant al Decameró, de Boccaccio. Els contes van ser escrits durant el segle xiv.
Els contes de Canterbury és una de les obres més importants de la literatura anglesa, i potser la millor obra de l'edat mitjana a Anglaterra. Va ser l'última obra de Geoffrey Chaucer. La versió de l'obra que preval avui en dia procedeix de dos manuscrits anglesos diferents: el manuscrit d'Ellesmere i el manuscrit de Hengwrt.
Els contes, escrits en anglès mitjà (alguns d'aquests originals, d'altres no; dos escrits en prosa, i la resta en vers), estan continguts en una narrativa més i són contats per un grup de pelegrins que viatgen des de Southwark a Canterbury per visitar el temple de Sant Thomas Becket, a la catedral de Canterbury.
L'obra és d'interès, tant per als seus contemporanis com en l'actualitat, perquè va ser la primera obra literària escrita en anglès; abans de Chaucer, a Anglaterra només s'escrivia en francès antic o en llatí, de manera que només aquells de major nivell cultural podien entendre les obres literàries escrites.

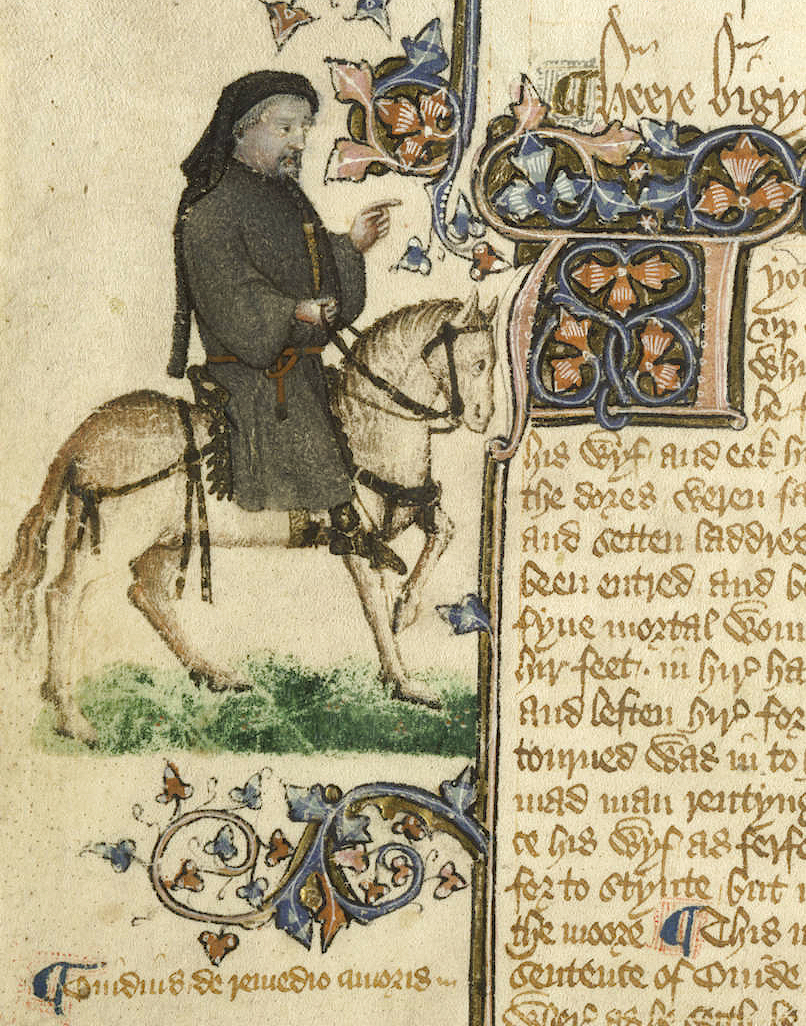

## Els contes[2]
- Pròleg general (General Prologue).
- Conte del cavaller (The Knight's Tale).
- Conte del moliner (The Miller's Tale).
- Conte de l'agutzil (The Reeve's Tale).
- Conte del cuiner (The Cook's Tale).
- Conte del magistrat (The Man of Law's Tale).
- Conte de l'esposa (o comare) de Bath (The Wife of Bath's Tale).
- Conte del frare (The Friar's Tale).
- Conte del convocant (The Summoner's Tale).
- Conte del dependent (The Clerk's Tale).
- Conte del mercader (The Merchant's Tale).
- Conte de l'escuder (The Squire's Tale).
- Conte del terratinent (The Franklin's Tale).
- Conte del metge (The Physician's Tale).
- Conte del butllaire (The Pardoner's Tale).
- Conte del marí (The Shipman's Tale).
- Conte de la priora (The Prioress's Tale).
- Sir Thopas.
- Conte de Melibeu (The Tale of Melibee).
- Conte del monjo (The Monk's Tale).
- Conte del capellà de monges (The Nun's Priest's Tale).
- Conte de la segona monja (The Second Nun's Tale).
- Conte del criat del canonge (The Canon's Yeoman's Tale).
- Conte de l'ecònom (The Manciple's Tale).
- Conte del clergue (The Parson's Tale).
- Retractació de Chaucer (Chaucer's Retraction).

## L'obra

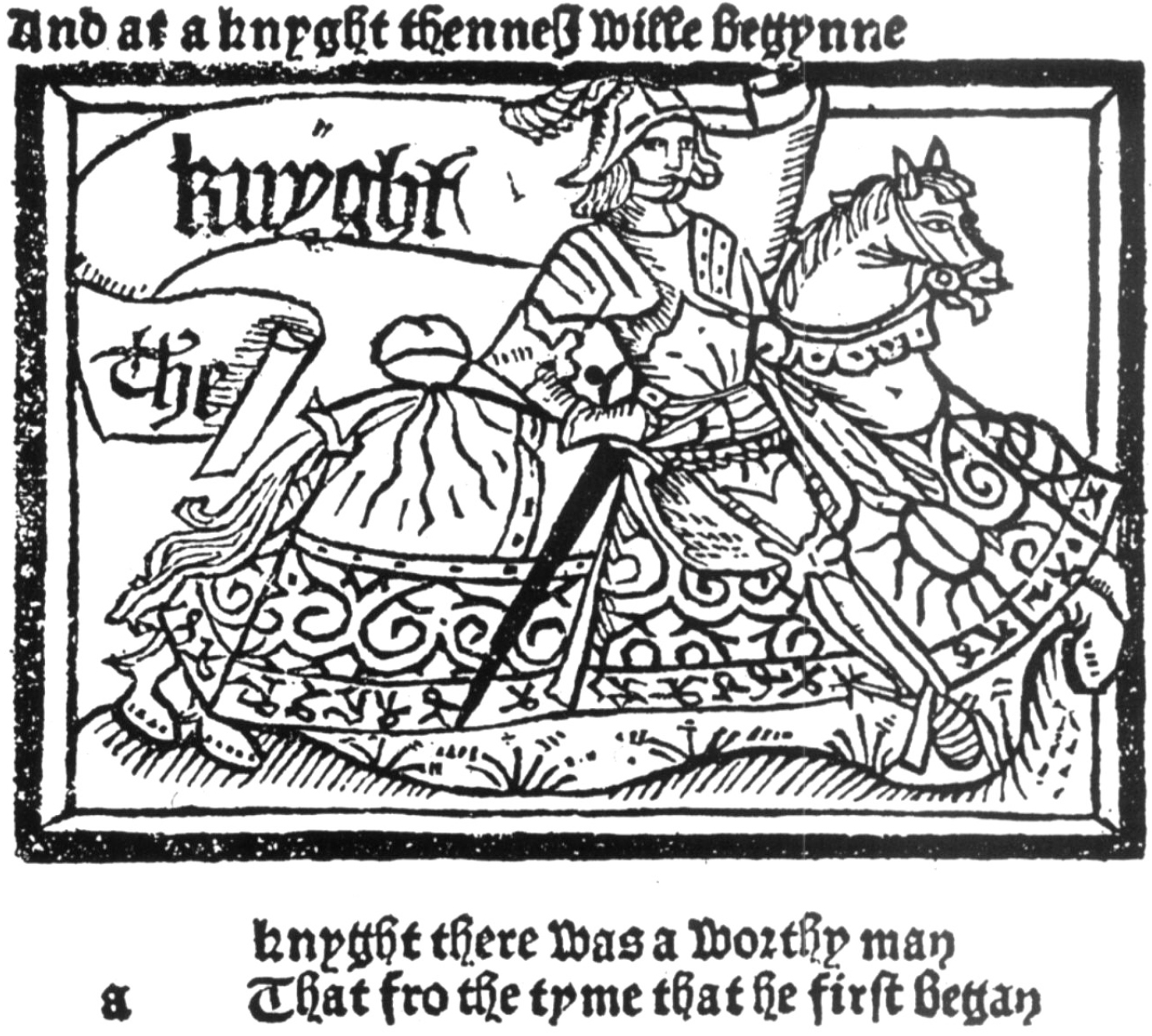

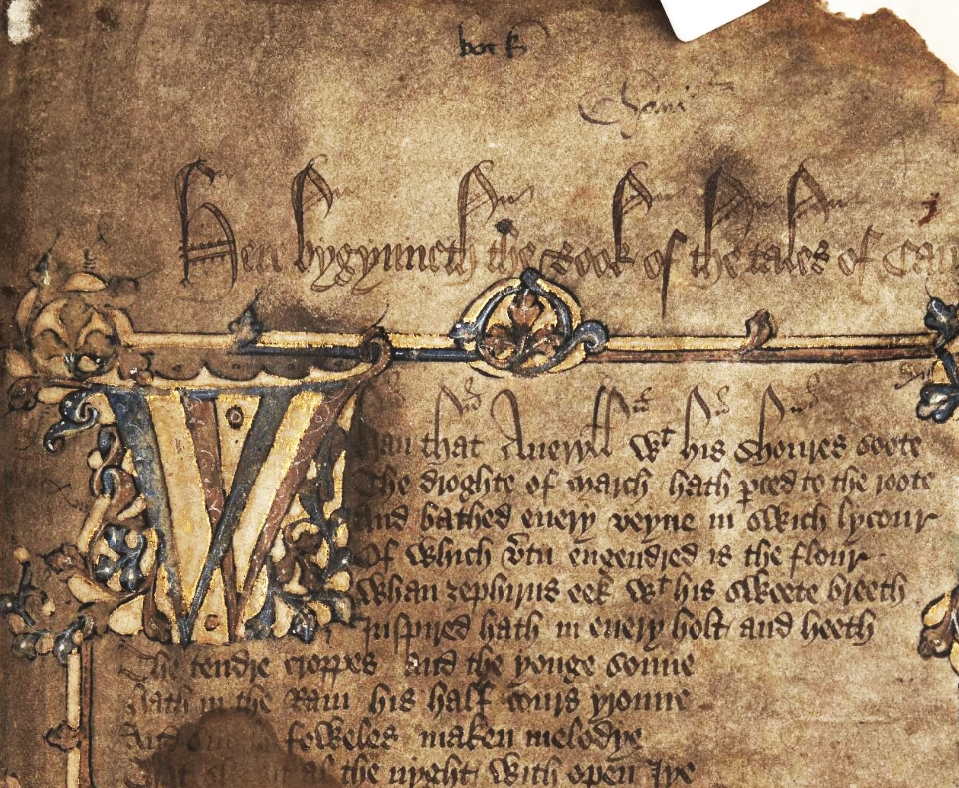

Chaucer va començar a escriure els Contes de Canterbury durant la dècada de 1380, però els va abandonar a finals de la dècada següent. És probable que Chaucer no tingués una estructura fixada quan va escriure l'obra, ja que aquesta sembla haver estat revisada diverses vegades, en ser-li afegits nous contes. En el pròleg general, l'amfitrió, Harry Bailly, anuncia 120 contes (quatre cada un, dos a l'anada a Canterbury i dos a la tornada a la taverna). No obstant això, el resultat final són 24 contes, tots aquests en el viatge d'anada. S'ha suggerit que deixar el final inacabat va ser una acció deliberada per part de Chaucer. Altres estudiosos assenyalen que és possible que la mort sorprengués Chaucer (se suposa que aquest va morir cap al 1400) i que d'aquesta manera l'obra quedés inacabada.

L'estructura de «contes continguts» dEls contes de Canterbury és fàcil de trobar en altres obres de l'època com el Llibre de bon amor de l'Arcipreste de Hita o el Decameró de Boccaccio, que pot haver estat la principal font d'inspiració per Chaucer. De fet, Chaucer va adaptar diverses de les històries de Boccaccio posant-les en les boques dels seus pelegrins. No obstant això, el que separa Chaucer dels seus contemporanis són els seus personatges. 

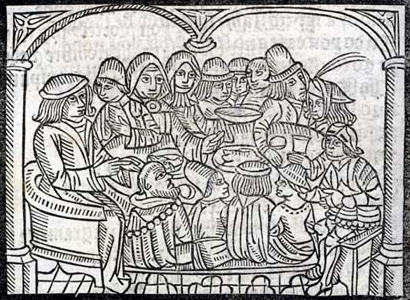

 Comparant-los amb els narradors del Decameró (set dones i tres homes, tots joves i acomodats, de noms clàssics), els personatges de Chaucer són més variats i representen pràcticament totes les variants de la classe mitjana de l'època, i no solament són entre ells molt variats: els seus contes són també de diferents tipus, cosa que permet mostrar les diferents personalitats amb les seves seleccions narratives i la seva manera d'explicar.
Quant a la peregrinació en si mateixa, no sembla més que un recurs literari per ajuntar tan divers grup. Per exemple, un monjo rarament obtindria permís per realitzar la peregrinació, i en el cas d'alguns altres personatges, resulta difícil de creure el simple desig d'anar-hi. D'altra banda, tots els pelegrins viatgen a cavall, per la qual cosa no podem pensar que hi hagi cap mena de sofriment religiós. Tampoc s'esmenta cap visita als molts possibles temples del camí o que algú assisteixi a missa, de manera que la peregrinació té més aparença del que avui anomenaríem un viatge turístic.

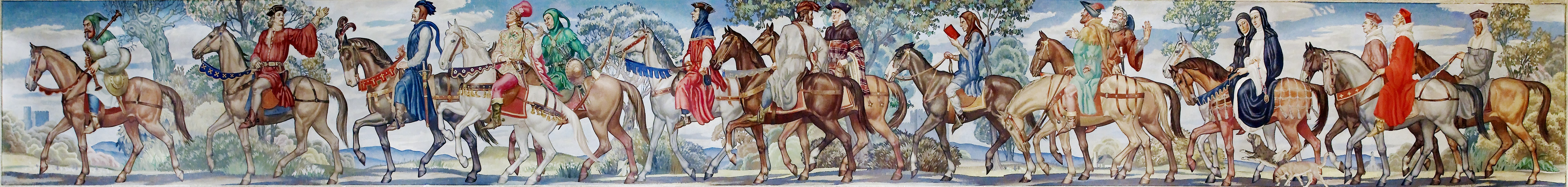

Chaucer no presta gaire atenció a l'avenç realitzat durant el viatge i, encara que apunta que els contes són narrats en diversos dies, no detalla cap de les parades del grup per a dormir. Encara que el viatge podia fer-se en només un dia, això seria un temps massa curt per a la correcta narració dels contes i, habitualment, aquest tipus de viatges tenien una durada de dos o tres dies. Concretament, s'esmenta el 18 d'abril en els Contes i Walter William Skeat, editor i crític de l'obra en el segle xix, va determinar el 17 d'abril del 1387 com el primer dia de narració dels contes.
Els acadèmics divideixen el conte en deu fragments. Entre aquests, tots els que componen un fragment estan connectats de manera directa, sovint perquè un personatge passa el torn de paraula a un altre, però no hi ha cap introducció entre els fragments. Això vol dir que no existeix un ordre o cronologia fixa en els fragments i, per tant, tampoc en els contes.

## Influència en la literatura posterior
Sol argumentar-se que la major contribució d'aquesta obra a la literatura anglesa va ser popularitzar l'ús literari de la llengua vernacla, l'anglès, en comptes d'utilitzar el francès, llengua de la Cort, o el llatí. No obstant això, alguns dels contemporanis de Chaucer com John Gower, William Langland, o el Pearl Poet també van escriure en anglès, cosa que no ens permet aclarir fins a quin punt Chaucer va començar o no aquesta nova tèndencia
El 2004, l'acadèmic Linne Mooney identificà l'escrivent de Chaucer com un tal Adam Pinkhurst. Mooney, professor de la Universitat de Maine, en una visita al Corpus Christi College, de Cambridge, va assenyalar les similituds entre una signatura de Pinkhurst i l'escriptura de la seva còpia del manuscrit d'Els contes de Canterbury, provinent del mateix manuscrit sobre el qual treballava Chaucer.
J. K. Rowling, creadora de la saga Harry Potter, va contar en un xat que es va inspirar en «el conte del butllaire» (part d'Els contes de Canterbury) per crear «el conte dels tres germans», part important de l'últim llibre de la saga Harry Potter i les relíquies de la Mort. En el seu llibre, Rowling explica com tres germans es troben amb la mort, i aquesta els dona tres tresors que els farien vèncer-la, quan els arribés l'hora, encara que la mort els porta amb ella temps després.

## La ruta dels pelegrins
L'oblidat viatge de tornada ha impulsat diverses continuacions d'Els contes de Canterbury, no sempre per al delit dels seguidors de Chaucer. Aquestes continuacions donen veu a alguns dels personatges que no van narrar cap conte en l'original. El conte de Beryn, per exemple, és una història anònima escrita en un manuscrit dels Contes del segle xv. En aquest, les històries es reordenen, es crea un petit interludi a la ciutat de Canterbury, a la qual el grup ja ha arribat, i el mercader narra el conte de Beryn com a primer conte del viatge de retorn. El setge de Tebes, de John Lydgate, també se situa en el viatge de tornada, però els contes són en realitat una protoseqüela del clàssic, narrats pel cavaller.
La ciutat de Canterbury té un museu dedicat a Els contes de Canterbury .

## Adaptacions cinematogràfiques
- Els contes de Canterbury, Pier Paolo Pasolini.
- Adaptació[4] del 2004 per la BBC.
- Adaptació de la Royal Shakespeare Company del 2005. Traduïda per Mike Poulton.
- A Knight's Tale (Destinació de cavaller, a Espanya), 2001. Pren el nom del títol d'un dels contes, i un dels seus personatges és un escriptor anomenat Chaucer, amic del cavaller.